# 陈朵如

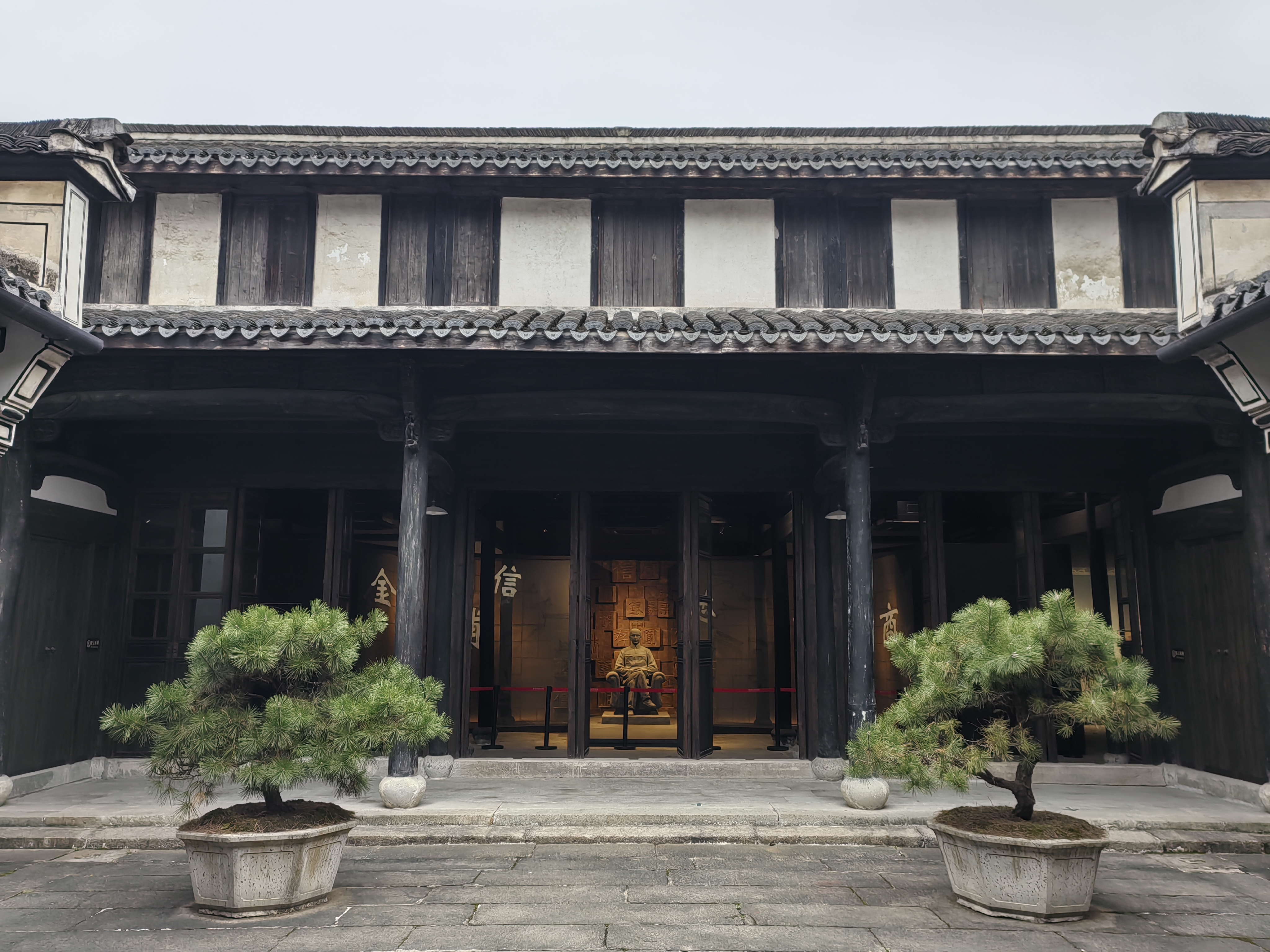
陈朵如民居

陈朵如（1888年—1961年），名选珍，男，浙江萧山人，中国银行家，曾任中国人民银行上海市分行副行长，第三届全国政协委员。